# دمتریوس فالرومی

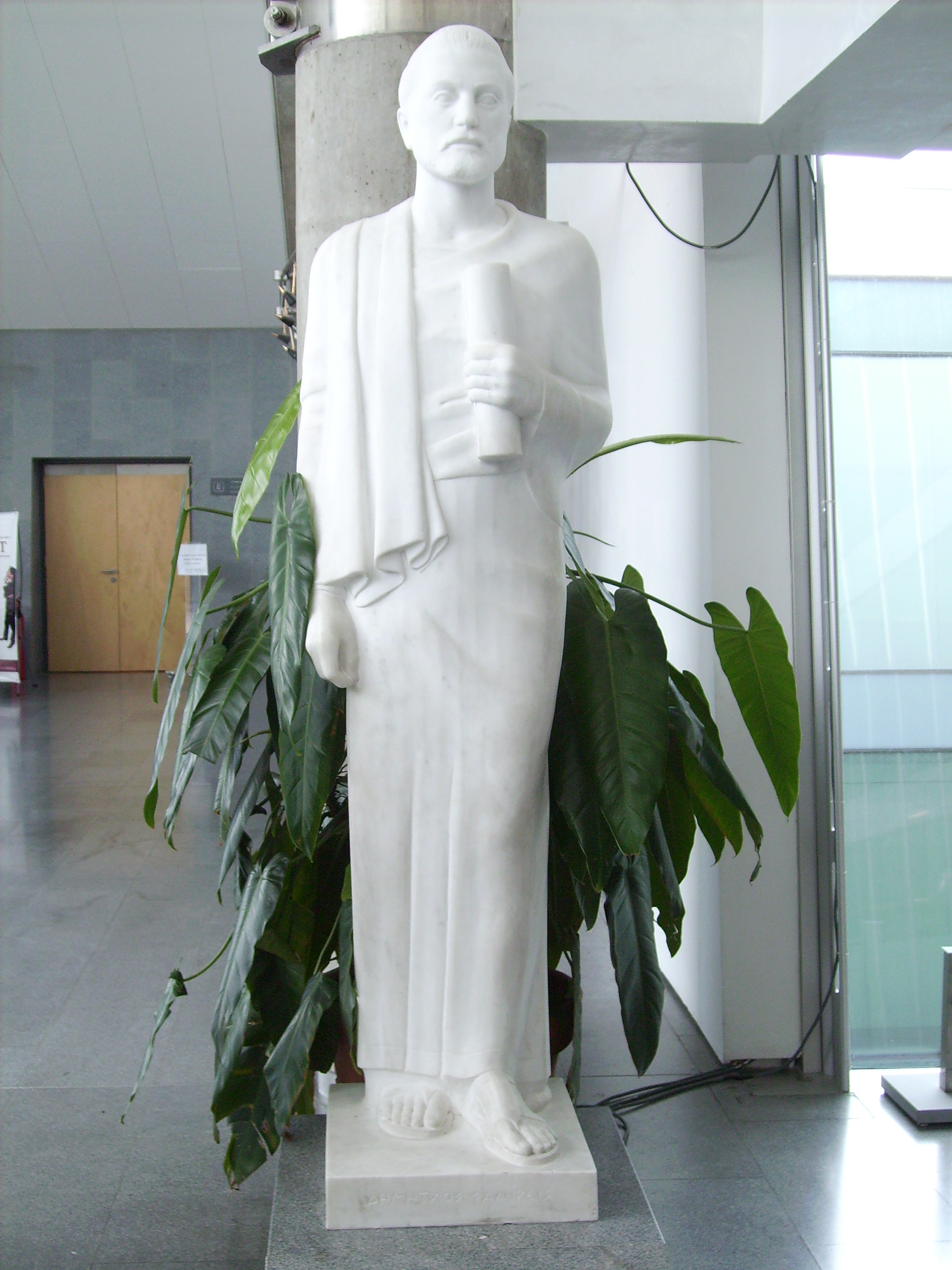
یادبود دیمتریوس فالرونی در کتابخانه جدید اسکندریه

دمتریوس فالرومی (به یونانی: Δημήτριος ὁ Φαληρεύς) (متولد ۳۵۰ پ.م. در فالرون، نزدیک آتن؛ مرگ ۲۸۰ پ.م. مصر) سخنران، سیاستمدار و فیلسوف یونانی بود که توسط کاساندر (۳۱۷ پ. م)، فرمانده مقدونیه‌ای، به عنوان حاکم آتن منصوب گشت. مدتی بعد در ۳۰۷ پ‌م رقیبان داخلی او را از آتن اخراج کردند و به مصر رفت. سپس در کتابخانه بزرگ اسکندریه مشغول به کار شد. وی آثاری در تاریخ، بلاغت و نقد ادبی نگاشته‌است.